# 萨尔瓦托雷·莫拉莱
萨尔瓦托雷·莫拉莱（義大利語：Salvatore Morale，1938年11月4日—），意大利男子田径运动员，主攻跨栏。他曾代表意大利参加1960年和1964年夏季奥林匹克运动会田径比赛，获得男子400米栏铜牌。